# アライヴ3
『キッス・アライヴ3』（KISS ALIVE III）は、アメリカ合衆国のハードロック・バンドのキッスが1993年に発表したライブ・アルバムである。
1994年10月27日にRIAAゴールド・ディスクに認定された。

## 概要
『地獄の狂獣 キッス・ライヴ』（1975年）、『アライヴ2』（1977年）に続いて16年ぶりに発表された3作目のライブ・アルバム。1985年のライブ・ビデオ『アニマライズ・ライブ・アンセンサード』(Animalize Live Uncensored) 以来の公式ライブ音源に当たる。アルバム『リヴェンジ』（1992年）の発表後に行なわれたリヴェンジ・ツアーから、クリーブランド、デトロイト、インディアナポリスの公演で録音された音源が収録された。
編成はオリジナル・メンバーのポール・スタンレーとジーン・シモンズ、1984年に加入したブルース・キューリック、『リヴェンジ』から加入した新メンバーのエリック・シンガーである。さらにキーボード奏者のデレク・シェリニアンが観客席から見えない位置からボーカルをサポートしていた。
収録曲16曲の内訳は『リヴェンジ』から3曲、『暗黒の神話』から3曲、『地獄からの使者』『地獄のさけび』『地獄への接吻』『地獄の軍団』『地獄からの脱出』『地獄の回想』『アニマライズ』『ホット・イン・ザ・シェイド』から各1曲である。『地獄の狂獣 キッス・ライヴ』と『アライヴ2』で採り上げられた4曲も、新しいメンバー編成による演奏として収録されている。1枚組CDであるが、LPレコードで2枚組だった過去のライブ・アルバムよりも収録時間が長い。
『アライヴ2』同様、スタジオでのオーバーダビングなど音源への加工がふんだんに行われている。「ラヴィン・ユー・ベイビー」はサウンドチェックで録音した音源に後から歓声をかぶせた擬似ライブである。
ライナーノーツには日本のファンクラブが作成した、1973年から1993年までのキッス人脈の相関図が掲載された。
2006年、オリジナル未収録の「テイク・イット・オフ」を含めて『キッス・アライヴ！ 1975-2000 ボックス・セット』に収録された。

## 収録曲
オリジナル・アルバムは#13を除く全16曲を収録。
| #   | タイトル                                         | 作詞・作曲                                     | リードシンガー         | 時間 |
| --- | ------------------------------------------------ | ---------------------------------------------- | ---------------------- | ---- |
| 1.  | 「真夜中の使者」                                 | ポール・スタンレー、アダム・ミッチェル         | スタンレー             | 4:40 |
| 2.  | 「デュース」                                     | ジーン・シモンズ                               | シモンズ               | 3:42 |
| 3.  | 「アイ・ジャスト・ウォナ」                       | スタンレー、ヴィニー・ヴィンセント             | スタンレー             | 4:21 |
| 4.  | 「アンホーリー」                                 | シモンズ、ヴィンセント                         | シモンズ               | 3:43 |
| 5.  | 「ヘヴンズ・オン・ファイアー」                   | スタンレー、デズモンド・チャイルド             | スタンレー             | 4:02 |
| 6.  | 「ウォッチン・ユー」                             | シモンズ                                       | シモンズ               | 3:35 |
| 7.  | 「ドミノ」                                       | シモンズ                                       | シモンズ               | 3:47 |
| 8.  | 「ラヴィン・ユー・ベイビー」                     | スタンレー、チャイルド、ヴィニ・ポンシア       | スタンレー             | 4:31 |
| 9.  | 「遥かなる誓い」                                 | スタンレー、ヴィンセント                       | スタンレー             | 6:04 |
| 10. | 「ロックンロール・オールナイト」                 | スタンレー、シモンズ                           | シモンズ               | 3:33 |
| 11. | 「地獄の回想」                                   | スタンレー、ヴィンセント                       | スタンレー             | 4:18 |
| 12. | 「フォーエバー」                                 | スタンレー、マイケル・ボルトン                 | スタンレー             | 4:20 |
| 13. | 「テイク・イット・オフ」                         | スタンレー、ボブ・エズリン、ケイン・ロバーツ   | スタンレー             | 5:38 |
| 14. | 「勇士の叫び」                                   | シモンズ、ヴィンセント                         | シモンズ               | 3:40 |
| 15. | 「デトロイト・ロック・シティ」                   | スタンレー、ボブ・エズリン                     | スタンレー             | 5:11 |
| 16. | 「ゴッド・ゲイヴ・ロックンロール・トゥ・ユーII」 | スタンレー、シモンズ、エズリン、ラス・バラード | スタンレー、シモンズ   | 5:21 |
| 17. | 「星条旗 "The Star-Spangled Banner"」            | フランシス・スコット・キー                     | (インストウルメンタル) | 2:38 |